# Корпус Товарищества машиностроительного производства «Добров и Набгольц»
Корпус Товарищества машиностроительного производства «Добров и Набгольц» — памятник градостроительства и архитектуры в историческом центре Нижнего Новгорода. Построен в 1885—1886 годах по проекту архитектора Н. Д. Григорьева в кирпичном стиле.
В здании, принадлежавшем Торговому дому «Добров С. А. и Набгольц Б. И.», располагался механический завод. Сегодня корпус входит в архитектурный ансамбль старинной Рождественской улицы.

## История
Торговый дом «Добров С. А. и Набгольц Б. И.» был основан в 1864 году для управления чугунолитейным и механическим заводом, основанным в тот же год в Москве. В 1873 году торговый дом выкупил в Нижнем Новгороде чугунолитейный завод купца 3-й гильдии П. Ф. Кошелева на Лыковой дамбе (основан в 1858 году), мастерские мельничного оборудования австрийца И. О. Горвата, механическую фабрику англичанина Г. Гаррета на Рождественской улице и лесопилку в Канавине. 
На Лыковой дамбе товарищество обустроило котельные мастерские, в Канавине — построило котельный завод (1896), где было организовано основное производство. В конце XIX — начале XX веков фирма производила оборудование для мельниц, паровые котлы, цистерны, турбины, водопроводные трубы, чугунное литьё. На собственной верфи на Оке строились пароходы, наливные и сухогрузные баржи товарищества. Товарищество учредило отделения в Саратове, Самаре, Екатеринбурге, Ростове-на-Дону, Харькове и Екатеринославле.     
Бывшая механическая фабрика Г. Гаррета на Рождественской улице сгорела в 1885 году. Добров и Набгольц заказали архитектору Н. Д. Григорьеву проект нового, более просторного корпуса. Новое здание должно было выходить на улицу, в одну линию линию с усадьбами Строгановых и Голицыных, вследствие чего его фасаду был предан вид жилого протяжённого дома, что скрыло промышленный характер сооружения и сохранило исторический вид Рождественской улицы.       

## Архитектура
Здание выстроено в нижегородском кирпичном стиле (направление антиакадемической эклектики), в сформировавшемся в 1870—1880-е годы в городе направлении ордерного кирпичного стиля, с равномерным украшением фасадов декоративными элементами и применением тёсаного и фигурного кирпича. Первый этаж здания получил квадровую рустовку стен, наличники окон верхних этажей — сложнопрофильное решение. Фасады были обильно украшены декоративно-художественными элементами из кирпича.     